# گستا فرانکوروم
گِستا فِرانکوروم اِت آلیوروم هیِرروزولیمیتانوروم که با نام کوتاه‌شدهٔ گِشْتا یا چِسْتا فِرانْکاروم ((به لاتین: Gesta Francorum)؛ (به انگلیسی: The deeds of the Franks and the other pilgrims to Jerusalem)؛ (به فارسی: تاریخ فرانک‌ها و زائران اورشلیم)؛ (به عربی: اعمال الفرنجه و حجاج بیت‌المقدس) نیز شناخته می‌شود، رویدادنامه‌ای تاریخی‌ست به زبان لاتین که در باب نخستین جنگ صلیبی توسط مؤلفی گمنام و مجهول‌الهویه در حدود ۱۱۰۰ یا ۱۱۰۱ نوشته است. نویسندهٔ آن ارتباط یا نسبتی با بوهموند تارانتویی، کنت انطاکیه داشته است. این مورخ ناشناس در این کتاب به شرح حوادث نخستین جنگ‌های صلیبی از آغاز حرکت از اروپا تا زمان جنگ عسقلان میان صلیبیون با فاطمیان به رشته تحریر درآورده است. این کتاب برای نخستین بار به کوشش هنریش هاگنمیر منتشر شد. همچنین این کتاب را روزالین هیل برای نخستین بار به زبان انگلیسی ترجمه کرد.
نویسنده کتاب مؤلفی گمنام و مجهول‌الهویه است که اطلاعاتی از وی جز آنچه که خود در خلال گزارش‌های خویش می‌گوید، وجود ندارد. اما بر اساس متن کتاب می‌توان برداشت کرد که وی یکی از هواداران بوهموند بوده است. کتاب وی رایج‌ترین گزارش از جنگ صلیبی اول است که همزمان با وقوع این حادثه به نگارش درآمده است. همچنین، نویسندهٔ این کتاب، نخستین مؤلفی است که به‌طور عمیق و تخصصی دربارهٔ جنگ صلیبی اول و در کل پیرامون اندیشهٔ جنبش جنگ‌های صلیبی اظهار نظر کرده است؛ چنان‌که ریمون آگیلی در نگارش اثر خود، هیستوریا فرانکاروم، به آن استناد کرده است.
گستا که به معنای رویداد یا رخداد است، به صورت رویدادنامه و در ۱۰ بخش به شیوهٔ تاریخ‌نگاری کلاسیک اروپایی نوشته شده است. این کتاب دارای ویژگی‌هایی است که از آن جمله می‌توان به دوگانگی سبک نگارش کتاب، استناد به انجیل و سخنان عیسی مسیح، ارائه وقایع و حوادث جنگ اول صلیبی به همراه حواشی و جزئیات فراوان و … اشاره کرد. در مورد این کتاب، نظرات و تحلیل‌های بسیاری وجود دارد که استیون رانسیمان از جملهٔ آن‌هاست. وی معتقد است که در سال‌های بعد از تألیف کتاب، بخش‌هایی به آن افزوده شده است و آنچه از کتاب این مورخ مجهول‌الهویه هم‌اکنون وجود دارد، صورت نهایی کتابی است که دو دهه پس از تاریخ تألیف کتاب ارائه شده است.

## پیش‌زمینه تاریخی

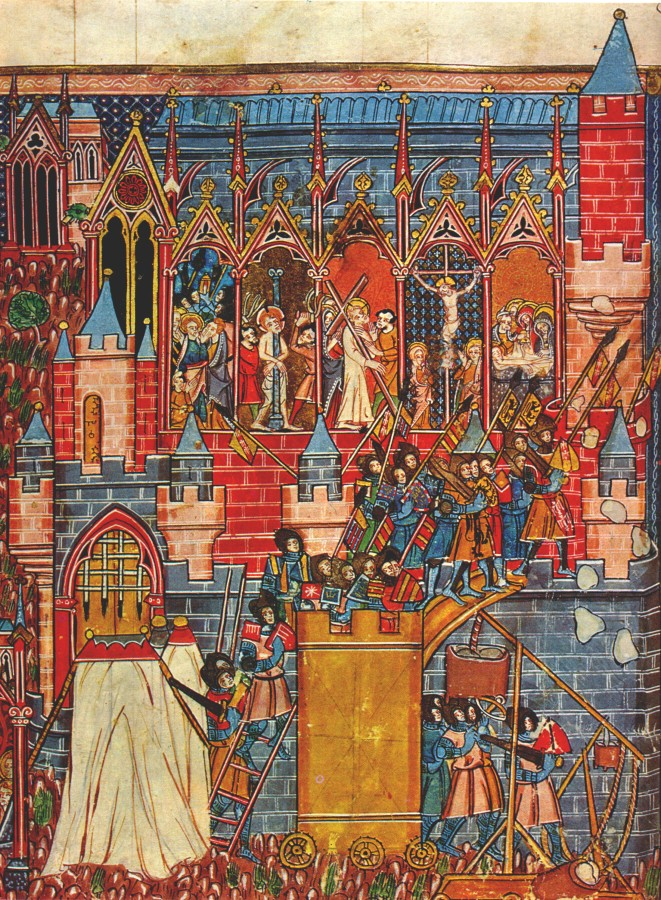
محاصره اورشلیم، تصویر شده در نسخه‌ای خطی از قرون وسطی

نخستین جنگ صلیبی، نخستین جنگ از سری جنگ‌های صلیبی بود که برای بازپس‌گیری سرزمین مقدس روی داد و به‌وسیلهٔ پاپ اوربان دوم در جریان شورای کلرمونت، در سال ۱۰۹۵ م، اعلان شد. پس از آنکه بسیاری از مناطق تحت کنترل بیزانس در آناتولی به دست ترکان سلجوقی تسخیر شد، پاپ درخواست کرد اردویی نظامی برای یاری امپراتوری بیزانس گسیل شود. نتیجهٔ اردوکشیِ اشرافِ بلندپایهٔ فرانسوی — که با نام جنگ صلیبی شاهزادگان شناخته می‌شود — منجر به تسخیر دوبارهٔ آناتولی و حتی سرزمین مقدس (شام) شد که از ابتدای سدهٔ هفتم میلادی و در زمان گسترش اسلام به دست مسلمانان افتاده بود. سرزمین مقدس در ژوئیهٔ ۱۰۹۹ م، در جریان بازپس‌گیری اورشلیم به دست صلیبیون افتاد و پادشاهی اورشلیم در آن برپا شد.
این اردوکشی در پاسخ به درخواست کمک نظامی از سوی آلکسیوس یکم، امپراتور بیزانس به وقوع پیوست. اوربان، سخنرانی‌اش را در شورای کلرمونت به تصمیم‌گیری در مورد این موضوع خاص اختصاص داد و پیشنهاد محاصرهٔ جنگی شهرهای نیقیه و انطاکیه را مطرح کرد که به تازگی اشغال شده بودند؛ اگرچه، طبق اظهارات شاهدان عینی که پس از سال ۱۱۰۰ م به‌نگارش درآمده است، پاپ در سخنرانی‌اش در کلرمونت از اورشلیم و سرزمین مقدس به عنوان هدفی فرعی یاد کرده بود.
جنگ صلیبی موفقیت‌آمیز شاهزادگان پس از جنگ صلیبی عوام‌الناس به وقوع پیوست. جنگ صلیبی عوام‌الناس یکی از جنگ‌های صلیبی مشهور به‌شمار می‌رود که به دعوت پیتر راهب در بهار ۱۰۹۶ م شروع شده‌بود. حرکت او علیه ترکان در آناتولی بود، ولی در مسیرش در راینلند به مردم یهودی حمله کرد. او و مردم صلیبی پیروش، سرانجام در ماه اکتبر از ترکان به سختی شکست خوردند.
جنگ صلیبی شاهزادگان که در مقایسه از سازماندهی نظامی و جنگی بسیار بهتری برخوردار بود، در اواخر تابستان ۱۰۹۶ م آغاز شد و سپاه آنان در میانهٔ نوامبر ۱۰۹۶ تا آوریل ۱۰۹۷ م به قسطنطنیه رسید. آن‌ها به آناتولی یورش برده و نیقیه را در ژوئن ۱۰۹۶ و انطاکیه را در ۱۰۹۷ م تسخیر کردند. صلیبیون در ژوئن ۱۰۹۹ م به اورشلیم رسیدند و در جریان حمله‌ای در ۷ ژوئیهٔ ۱۰۹۹ م، شهر را به کنترل خود درآوردند و مدافعان را قتل‌عام کردند. صلیبیون تلاش کوچک فاطمیان را برای بازپس‌گیری اورشلیم در نبرد اشکلون دفع کردند.
آن‌ها هم‌زمان با پیروزی‌هایشان، دولت‌هایی لاتین و صلیبی مانند پادشاهی اورشلیم، کنت‌نشین طرابلس، شاهزاده‌نشین انطاکیه و کنت‌نشین ادسا را پایه‌ریزی کردند که با آرمان‌های مذهب شرقی امپراتوری بیزانس منافات داشت. آنان خواستار بازگردانی سرزمین‌هایی بودند که مسلمانان از آنان گرفته‌بودند، ولی اکنون بیشترشان به دست لاتین‌های کاتولیک افتاده بود. پس از تصرف اورشلیم، بیشتر صلیبیون به خانه‌هایشان بازگشتند که باعث شد پادشاهی صلیبی در طول جنگ صلیبی دوم و سوم در مقابل مسلمانان آسیب‌پذیر شود.

### تاریخ‌نگاری کلاسیک جنگ‌های صلیبی
با وقوع جنگ‌های صلیبی و پیامدهای آن در غرب و جهان مسیحیت، فصلی جدید از تاریخ‌نگاری اروپایی و غیراسلامی به وجود آمد. اهمیت این جنگ‌ها که بیش از دو قرن به درازا کشیدند، به گونه‌ای است که نگاه مورخان، سیاحان، نویسندگان و شاعران متعددی را همزمان با این نبردها و پس از آن به خود جلب کرد و آنان را بر آن داشت تا آثار مهمی به زبان‌های مختلف به نگارش درآورند که هرکدام عمدتاً با توصیف رویارویی و تعاملات قدرت‌های غرب و شرق، زوایایی از تاریخ وقایع و رخدادهای سیاسی، نظامی، روابط بین‌المللی و دیپلماتیک، اجتماعی، اقتصادی، دینی مذهبی، فرهنگی، ادبی، هنری، معماری، عمرانی، جغرافیایی و طبیعی اراضی مقدس را روشن می‌سازند. منابع کلاسیک اروپایی‌ها دربارهٔ جنگ‌های صلیبی و پیامدهای آن در قالب وقایع‌نامه‌های تاریخی، سفرنامه‌ها، اسناد و مدارک رسمی، متون حقوقی و قضایی، اشعار حماسی صلیبی، ادبیات داستانی منظوم، یادداشت‌های روزانه، خاطرات شخصی، شرح‌حال پادشاهان، جغرافیای تاریخی و اقلیمی اراضی مقدس و تاریخ وقایع اورشلیم (تاریخ‌های محلی) به نگارش درآمده‌اند.
وقایع‌نامه‌های صلیبی که بخش اول دستاوردهای تاریخ‌نگارانه مکتب کلاسیک تاریخ‌نگاری اروپایی جنگ‌های صلیبی را تشکیل می‌دهند را عمدتاً مورخان اروپایی و بر همان سبک و سیاق وقایع‌نگاری در این سرزمین پدیدآورده‌اند. افزون بر این، وقوع این جنگ‌ها و پیامدهایش، الهام‌بخش شیوه‌های جدیدی در تاریخ‌نگاری اروپایی شد و تأثیرهای عمیقی بر روش‌های پژوهش‌های تاریخی و ادبی در اروپای قرون وسطا بر جای گذاشت. دربارهٔ پدیدآورندگان مکتب کلاسیک تاریخ‌نگاری اروپایی جنگ‌های صلیبی باید گفت که به استثنای تعداد محدود و انگشت‌شمار مورخان لاتین که از نزدیکان فرماندهان و پادشاهان یا افراد بالارتبه بوده‌اند، اغلب وقایع‌نگاران صلیبی از کشیشان و اسقفان برجسته کلیسا بودند که با تشویق اروپاییان و تحریک اعتقادات دینی‌شان، همزمان با جنگ‌های صلیبی، موجب پیدایش نوعی تاریخ‌نگاری دینی و رهبانی شدند.
در یک تقسیم‌بندی کلی، وقایع‌نگاران اروپایی جنگ‌های صلیبی در ۲ دسته قرار می‌گیرند؛ دسته نخست، شرکت‌کنندگان و حاضران در این جنگ‌ها، که حاصل دیده‌های خود و وقایع و رخدادهای جنگ و پیامدهایش را در آثاری مستقل به نگارش درآوردند و دسته دوم، مورخانی که یا به شرق نرفتند یا پس از جنگ، به اورشلیم رسیدند و با اتکا و استناد به روایات شفاهی و دیده‌ها و شنیده‌های صلیبیونی که به اروپا بازگشته بودند و نیز مکتوبات و یادداشت‌های شاهدان عینی و کتاب‌های مورخان دیگر، دربارهٔ جنگ‌های صلیبی نگاشتهد.

## مؤلف
نویسنده کتاب مؤلفی گمنام و مجهول‌الهویه است که اطلاعاتی از وی جز آنچه که خود در خلال گزارش‌های خویش می‌گوید، وجود ندارد. بر این اساس، وی یک نورماندی سیسیلی‌الاصل بوده و نسبت به بوهموند تارانتویی نورماندی — که در نخستین لشکرکشی صلیبیون به شرق فرماندهی نورمن‌های جنوب ایتالیای جنوبی را بر عهده داشت — تعصب شدیدی داشته و اغلب در اثر خود با اصطلاحاتی نظیر «سرورم بوهموند» به وی اشاره و سعی می‌کند وقایع تاریخی مرتبط با او را که حاصل مشاهدات عینی‌اش در جنگ اول صلیبی است، به نگارش درآورد. با وجود این، طبق گزارش‌های وی، مؤلف کتاب شخصیتی دارای رتبه و مقام و صاحب‌منصب نبود. از این رو، وی از عملکرد فرماندهان صلیبی از دیدگاه فردی غریبه می‌نویسد که از مسائل داخلی و تصمیم‌های نظامی آنان اطلاع کمی داشته است. برای نمونه، نویسنده کتاب با توافق رهبران صلیبی با امپراتور بیزانس، آلکسیوس یکم، در قسطنطنیه نگاه مخالف و اعتراض‌آمیزی دارد؛ با وجودی که طبق منابع مختلف این توافق برای صلیبیون در آن موقعیت کاملاً ضروری بوده است.
به بیانی دیگر می‌توان گفت که نویسنده کتاب گشتا، یکی از هواداران بوهموند بوده است که کتاب وی رایج‌ترین گزارش از جنگ صلیبی اول است که همزمان با وقوع این حادثه به نگارش درآمده است. این وقایع‌نگار گمنام، از حاضران مجمع کلرمون فرانسه در نوامبر ۱۰۹۵ میلادی بوده است و به همراه بوهموند و تانکرد در نخستین لشکرکشی صلیبیون به شرق (انطاکیه و اورشلیم) شرکت کرده و از نزدیک شاهد عینی مسائل و وقایع نحوه رویارویی و روابط صلیبیون با مسلمانان بوده است. بنا بر شواهد و مدارک موجود در گشتا، مؤلف کتاب، جنگجوی صلیبی بسیار معتقد و مخلصی بوده است؛ زیرا هنگامی که بوهموند، صلیبیون را به منظور تحکیم کنترل و امنیت انطاکیه ترک کرد، به همراه با لشکر اصلی راه را به سمت اورشلیم ادامه داد. علاوه بر آن، وی نخستین مؤلفی است که به‌طور عمیق و تخصصی دربارهٔ جنگ صلیبی اول و در کل پیرامون اندیشه جنبش جنگ‌های صلیبی اظهار نظر کرده است. به نظر می‌رسد مؤلف، این کتاب را بلافاصله پس از فتح و تسخیر اورشلیم در سال ۱۰۹۹ نوشته باشد؛ چنان‌که کشیش و وقایع‌نگار پرووانسی، ریمون آگیلی، در نگارش اثر خود هیستوریا فرانکاروم (به لاتین: Historia Francorum) به آن استناد کرده است. وی به‌طور قطع این کتاب را تا سال ۱۱۰۵ میلادی به پایان برده است.

## ساختار کتاب
… آنچه که مسیح همواره به پیروانش می‌گفت و مصداق آنچه که به این مضمون در کتاب مقدس آمده: «اگر کسی خواست پشت سر من بیاید، از خود بی‌خود شود، صلیبش را بردارد و به دنبالم بیاید»، امروز به وقوع پیوست و این سخن، شور و هیجان عظیمی در سرزمین فرانسه به وجود آورد. ...

نویسنده ناشناس، گشتا فرانکاروم، بخش نخست.
محتوای کتاب گشتا یا تاریخ فرانک‌ها و زائران اورشلیم که در ۱۰ بخش تنظیم و تدوین شده است، بدین شرح است:
1. بخش اول: مشتمل بر توصیف نحوه تبلیغات پاپ اوربان دوم در فرانسه برای دعوت از مردم، پادشاهان و لردها به مجمع کلرمون در سال ۱۰۹۵ میلادی، برای متقاعد ساختن آن‌ها به شرکت در جنگ علیه مسلمانان — که بر اورشلیم سیطره یافته بودند — تبیین ضرورت لشکرکشی به شرق از سوی پاپ، شور و هیجان و انگیزه‌های مردم برای رفتن به مرقد مقدس عیسی مسیح است. افزون بر این، نحوه دسته‌بندی اقوام مختلف فرنگی اعم از لمباردها، آلمان‌ها و فرانسوی‌ها در ۳۰ ژوئیه ۱۰۹۶، وصف مسیر حرکت صلیبیون از فرانسه تا قسطنطنیه، روابط صلیبیون با امپراتور آلکسیوس یکم، اعمال و رفتار صلیبیون در قلمرو بیزانس، برخورد ترکان سلجوقی با ۳ گروه صلیبی (۱. نیروهای آلمانی؛ ۲. نیروهای پطرس زاهد؛ ۳. نیروهای بوهموند)، نحوه فرماندهی گادفری بوین و روابط وی با امپراتور بیزانس در قسطنطنیه، نیز در بخش اول آمده است. این نویسنده گمنام، اقدامات گروه‌های مختلف مسیحیان را در راه رسیدن به اورشلیم به‌طور کامل شرح می‌دهد و اعمال ویران‌گرانه آنها در شهرها و مناطق مختلف را نیز توصیف می‌کند که این نشان‌دهنده صداقت وی در نگارش واقعیت است.[۲۹]
2. بخش دوم: وی در این بخش به بیان و تشریح نحوه رسیدن دستهٔ دیگر نیروهای صلیبی به قسطنطنیه به فرماندهی بوهموند و استقبال امپراتور بیزانس از وی و گادفری، ادای سوگند دوستی و وفاداری بوهموند و برخی دیگر از امیران و فرماندهان صلیبی با امپراتور و تعهدات و وعده‌های آلکسیوس به آن‌ها از جمله در تأمین مایحتاج سپاه صلیبی، بروز برخی اختلافات میان امپراتور بیزانس و فرنگیان، توصیف چگونگی حمله صلیبیون به شهر نیقیه در ۱۴ مه ۱۰۹۷، شرح مقابله با ترکان و مسیحیان با یکدیگر و پیامدهای آن در این منطقه و نحوه محاصره و سقوط نیقیه از سوی صلیبیون پرداخته است.[۳۰]
3. بخش سوم: دربارهٔ تَرک نیقیه از سوی صلیبیون و لشکرکشی آن‌ها به‌سوی آسیای صغیر و آناتولی و نبرد دوریلیوم در ۱ ژوئیه ۱۰۹۷ و نتایج آن است.[۳۱]
4. بخش چهارم: به حرکت صلیبیون به فرماندهی بالدوین یکم و تانکرد از آسیای صغیر به انطاکیه و رویارویی آنان با ترکان و اعراب اختصاص دارد.[۳۲]
5. بخش پنجم: وقایع مربوط به محاصره انطاکیه در ۲۰ اکتبر تا دسامبر ۱۰۹۷ و برخورد صلیبیون با ترکان است.[۳۳]
6. بخش ششم و هفتم: نحوه محاصره انطاکیه در دسامبر ۱۰۹۷ تا فوریه ۱۰۹۸ و رویارویی دو قدرت یادشده در برابر یکدیگر را دربردارد.[۳۴]
7. بخش هشتم: وقایع پایان محاصره انطاکیه و نحوه تصرف آن و نفوذ کامل بر آن از سوی صلیبیون به فرماندهی بوهموند و تانکرد از ۸ مارس تا ۳ ژوئن ۱۰۹۸ را شرح می‌دهد.[پ ۱] به نظر می‌رسد که این نویسنده گمنام در اغلب عملیات‌های نظامی شرکت داشته است، به‌ویژه در حمله صلیبیون به انطاکیه که بعد از جریان خیانت فیروز ارمنی اتفاق افتاد.[۳۵]
8. بخش نهم: به نحوه محاصره انطاکیه از سوی ترکان سلجوقی به رهبری کربوقا، از ۵ تا ۲۰ ژوئن ۱۰۹۸، اختصاص دارد. افزون بر این، مؤلف سپاه عظیم ترکان و نحوه برخورد آن‌ها با صلیبیون و نتایج این رویارویی را توصیف می‌کند. ارتباط صلیبیون با امپراتور بیزانس در هنگام محاصره شهر از سوی ترکان و تبیین و توصیف نتایج این محاصره که به پیروزی صلیبیون به رهبری بوهموند و دستیابی مجددشان بر این امارت و فرار ترکان انجامید، بخش دیگری از اطلاعاتی است که این مورخ در بخش نهم اثرش به ثبت رسانده است.[۳۶]
9. بخش دهم: به وقایع میان شکستن محاصره انطاکیه از دست ترکان تا نبرد عسقلان در ۲۹ ژوئن ۱۰۹۸ تا ۱۲ اوت ۱۰۹۹ اختصاص دارد. وی این بخش را با توصیف موقعیت جغرافیایی و زیبایی‌ها و بناهای شهر انطاکیه و نحوه محاصره‌های متعدد آن از سوی مسلمانان و مسیحیان در زمان‌های مختلف گذشته آغاز می‌کند. وی سپس اختلافات سران صلیبی بر سر انطاکیه و رفتن به اورشلیم را تبیین و بررسی می‌کند. ترک انطاکیه و پیشروی صلیبیون به سوی اورشلیم و اقدامات آنها در طول مسیر،[پ ۲] رسیدن به اورشلیم در ۶ ژوئن و محاصره شدید و تصرف کامل و دستیابی بر آن در ۱۵ ژوئیه و اقدامات آنها در این شهر، نظیر کشتار شدید و یورش‌های متعدد مسیحیان به قدس، وضعیت صلیبیون در این شهر به لحاظ غذا و آب و .. و دفاع شدید مسلمانان در برابر آن‌ها و تدابیر و نشست‌های گادفری بوین برای حفاظت از شهر و نبرد با مسلمانان، انتخاب آرنول به عنوان اسقف بزرگ شهر اورشلیم در ۱ اوت ۱۰۹۹ و توصیف نبرد عسقلان، مهم‌ترین حوادث و وقایعی هستند که نویسنده گمنام در قالب خاطرات روزانه سفرش شرح می‌دهد.[۳۷]

آخرین گزارش وی از رویدادهای جنگ اول صلیبی، شرح رویارویی فاطمیان به فرماندهی افضل شاهنشاه — وزیر فاطمی — با صلیبیون در عسقلان و پیروی صلیبیون در نبرد عسقلان در ۱۲ اوت ۱۰۹۹ و پیامدهای آن بریا طرفین جنگ است.

صفحاتی از گشتا فرانکاروم
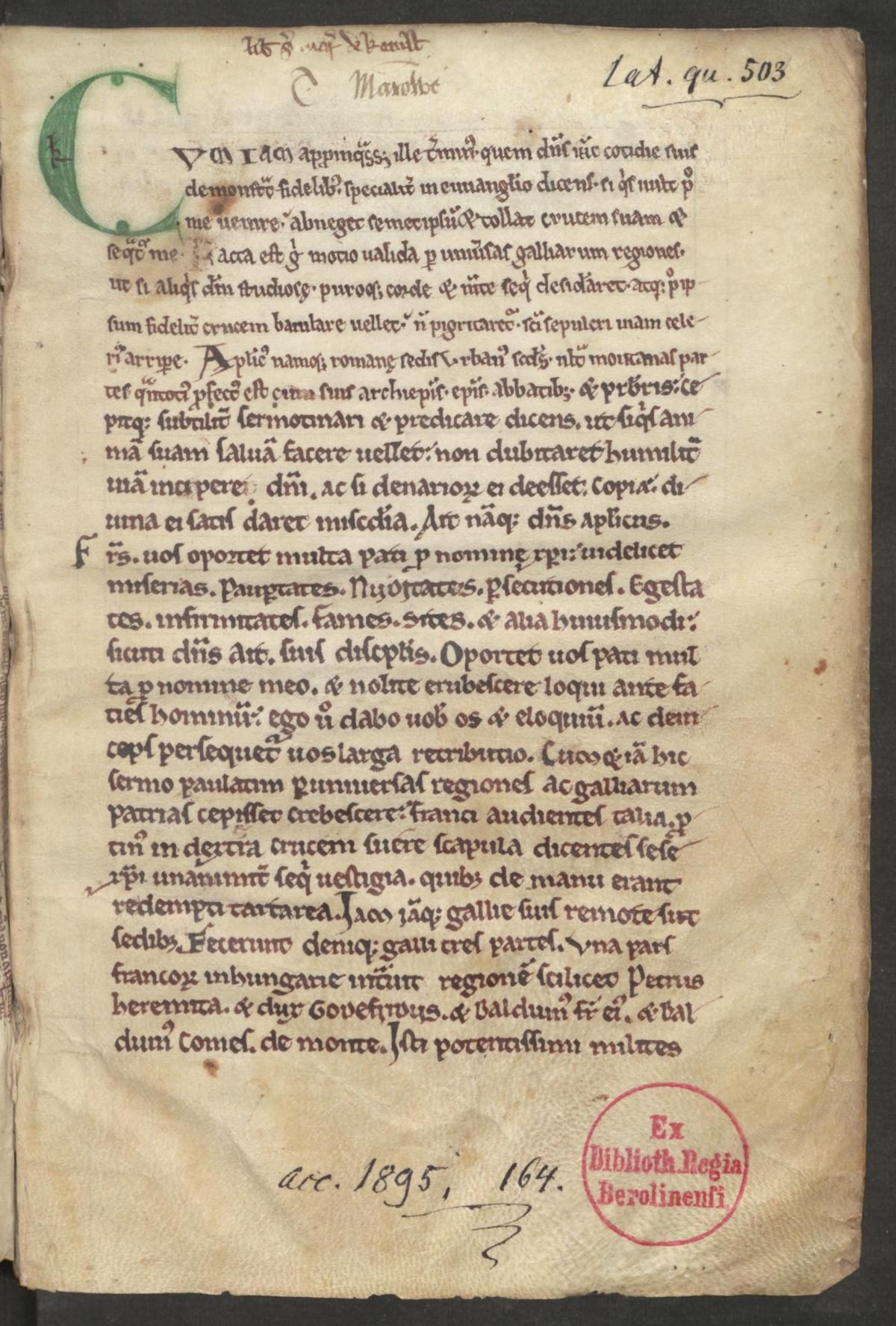
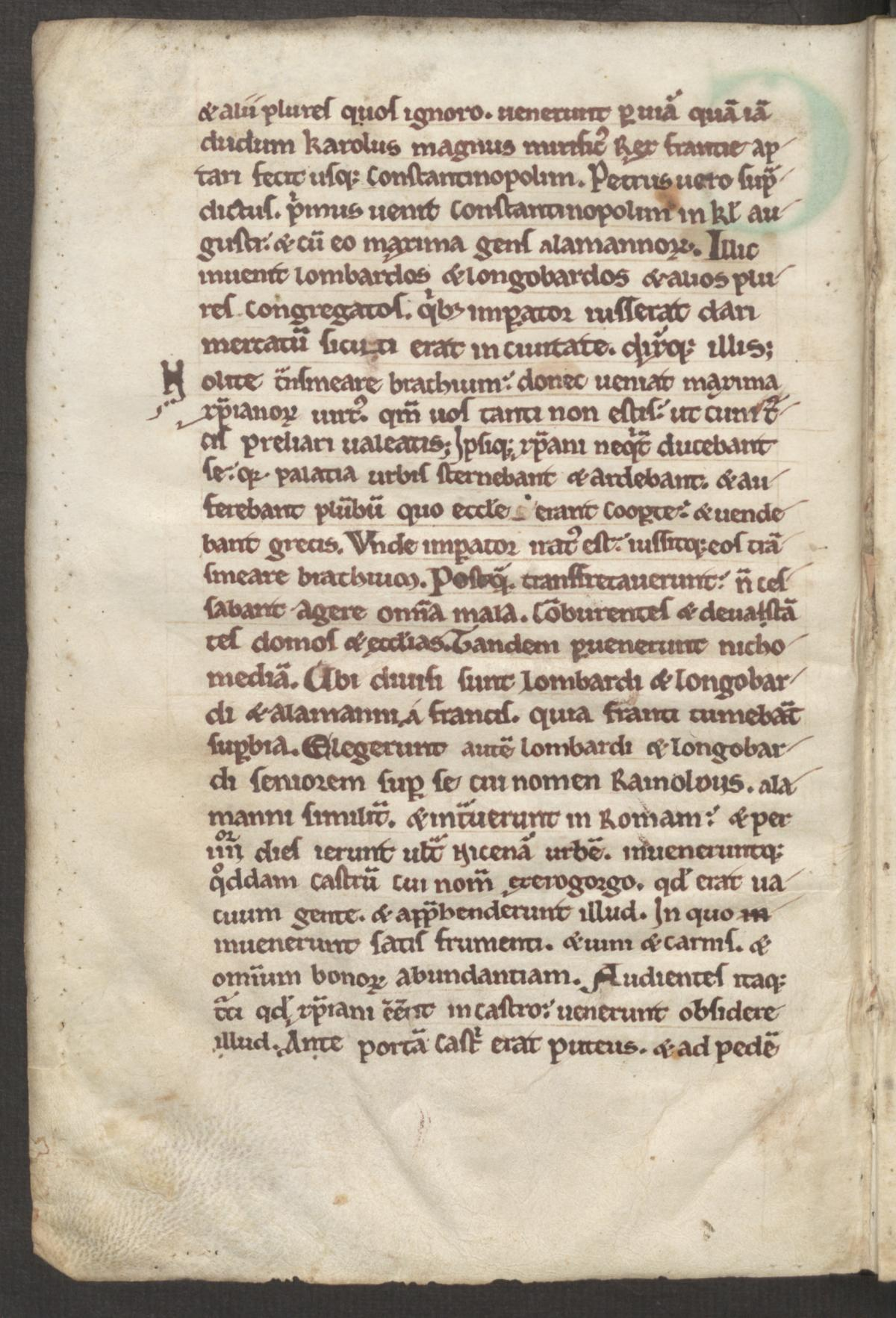

## ویژگی‌ها

### نام
گِشتا یا چِستا (به لاتین: Gesta)، واژه‌ای لاتین به معنای رویداد، رخداد یا حادثه است و لفظ گِشیشتِ (به لاتین: Geschichte) که از قرن ۱۸ میلادی در زبان آلمانی جایگزین کلمه Historie شد، از همین ریشه گِشهِن (به آلمانی: Geschehen) به معنای رخداد، حادثه یا مجموعه‌ای از رویدادهاست که آن نیز از همین ریشه لاتینی گشتا (به لاتین: Gesta) است. بنا بر نظر مارک بلوخ لفظِ Geste نیز مشتق از Geschehen و به معنای قالب شعری است که برای شرح داستان‌های رمانتیک و ماجراجویانه در قرون وسطی به کار می‌رفت که می‌توان در این زمینه به شانسون دو ژِست یا کانتار دِ گِستا اشاره کرد.

### زبان گشتا
گشتا — همان‌طور که ذکر شد — رویدادنامهٔ تاریخی است کخ مؤلفی ناشناس به زبان لاتین نوشته است. اصطلاحات لاتین به کار رفته در کتاب، علاوه بر اینکه موجز، کوتاه‌وار و دقیق است، هیچ‌گونه آرایه دشوار ادبی ندارد و از متن کتاب این‌طور استنتاج می‌شود که مؤلف کتاب سعی دارد رویدادها را به سبک و جوهر مرتبط با موضوع روز خود — جنگ و زندگی سربازان و لشکرکشی‌ها — شرح دهد. با این حال، نباید تصور کرد که متن کتاب عاری از هرگونه جلوه‌های ادبی است؛ برای مثال می‌توان به سخنرانی طولانی مادر کورابرام در مورد سرنوشت مسیحیان اشاره کرد که متن کتاب، آن را به ظرافت و زیبایی خاصی بیان کرده است.
پیش از این فرض می‌شد که زبان تحلیل‌رفته و ساده‌شدهٔ گشتا، نشان‌دهنده و منعکس‌کنندهٔ جایگاه و موقعیت نویسنده باشد؛ یعنی شوالیه‌ای که برای نوشتن رویدادها از ساده‌ترین اصطلاحات لاتین استفاده می‌کند. اما بهتر است که زبان گشتا را نشان‌دهندهٔ انتخاب‌های سبکی نویسنده برای ضبط کردن سخنان ساده و صریح سربازان در نظر گرفت. در نتیجه، زبان به کار رفته در گشتا بسیار به زبان بومی (زبان ایتالیایی و فرانسوی) آن روزهای صلیبیون نزدیک است که شواهد بسیاری در متن کتاب برای تأیید این مسئله وجود دارد. در نهایت می‌توان گفت که نوشتن این کتاب، تلاشی برای ضبط کردن سخنان متداول، رایج و زنده صلیبیون است.
همچنین اسلوب دوگانهٔ سبک نگارش کتاب گِشتا فرانکاروم موجب شده تا محققان بر تدوین آن به دست دو نفر گواهی دهند. در واقع، برای مدت زیادی، تصور می‌شد گشتا نسخهٔ مختصری (تلخیصی) از گزارش کاملاً مشابهی باشد که پیتر تودبد نوشته بود. اما با تحقیقات و دلایلی که از سوی محقق معاصر، هنریش هاگنمیر در سال ۱۸۹۰ انجام گرفت، اثبات شد که بالعکس، گشتا منبع اصلی، یا به سخن دیگر، تنها منبع مکتوب پیتر تودبد دربارهٔ جنگ اول صلیبی بوده است. این موضوع مورد قبول و تأیید همه محققان قرار گرفت.

### نسخ گشتا
از کتاب گشتا ۷ نسخه وجود دارد که با توجه به قرابتی که هریک از نسخه‌ها در مقایسه با نسخهٔ دیگر از خود نشان می‌دهند، می‌توان آن‌ها را در در ۳ گروه مختلف تقسیم کرد. گروه نخست شامل قدیمی‌ترین نسخ گشتا می‌شود. از این گروه می‌توان به نسخهٔ کاغذی (فولیو: اصطلاح عمومی برای صفحات کتب دست‌نویس و خطی قدیمی است) کتاب در واتیکان اشاره کرد که متعلق به پل پتو (۱۵۶۸–۱۶۱۴)، ناشر و مجموعه‌دار کتاب‌های قدیمی فرانسوی است و قدمت آن به نیمهٔ اول قرن ۱۲ بازمی‌گردد. گروه بعدی شامل نسخ کاغذی واتیکان می‌شود که قدمت آن به قرن ۱۲ میلادی بازمی‌گردد. این نسخه، برای مدتی به کاردینال الن دو کوتیوی (۱۴۰۷–۱۴۷۴)، اسقف آوینیون، تعلق داشت. گروه آخر در مادرید قرار دارد که به صورت نسخه‌ای خطی‌ست در ربعی کاغذی که قدمت آن به اوایل قرن ۱۴ میلادی بازمی‌گردد. این نسخه متعلق به یوزف لویی دومنیک د کامبیس (۱۷۰۶–۱۷۷۲)، مارکی والرون بود.
از نظر محتوا، هر گروه از نسخ خطی از کتاب گشتا به یکدیگر شبیهند؛ شرح و بیان مکان‌های مقدس در اورشلیم، تقدیس مقبرهٔ مقدس توسط مردم و ابعاد و حدود مقبرهٔ مقدس. علاوه بر این، در نسخهٔ گروه اول، شعری چهار سطری (رباعی) در وصف و ستایش بوهموند وجود دارد و تعدادی دست‌نوشتهٔ خطی نیز به پایانِ نسخه اصلی اضافه شده است. از جملهٴاین دست‌نوشته‌ها، می‌توان به نامهٔ الیور کلن اشاره کرد که اطلاعاتی در مورد محاصرهٔ دمیاط طی جنگ صلیبی پنجم در سال ۱۲۱۹ ارائه می‌دهد. گفتنی است که در نسخهٔ واتیکان این کتاب الحاقاتی به چشم می‌خورد؛ از قبیل وصفی ادیبانه از شهر انطاکیه و گزارشی دروغین از مذاکرات و قرار و مدارهای بوهموند در قسطنطنیه با امپراتور بیزانس که این گزارش مقارن سال ۱۱۰۵ به اشاره بوهموند و همچنین بخشی از کتاب ریمون آگیلی به متن اصلی کتاب افزوده شده است. در نسخهٔ متعلق به گروه دوم، یک ورق هشت برگی (به انگلیسی: quire) مفقود شده است؛ زیرا در انتهای دست‌نوشتهٔ ۳۲، نوشته‌ای پیدا شده که دال بر گم‌شدن این ورق هشت برگی است. این نسخهٔ خطی حاوی تغییرات ظریفی است که در آن اطلاعاتی در باب رابرت کورتوز، دوک نورماندی، وجود دارد. همچنین سه گروه از نظر زبانی به یکدیگر شبیه هستند اما تفاوتی ظریف و کوچک زبانی میان نسخ وجود دارد.

### ویژگی‌های محتوایی گشتا
از جمله ویژگی‌های این اثر می‌توان به این موارد اشاره کرد:
- استناد نویسنده ناشناس به متن انجیل و سخنان عیسی مسیح، حواریون و قدیسان مسیحی، یکی از ویژگی‌های بارز تاریخ‌نگاری اوست.[۴۹]
- از دیگر ویژگی‌های این اثر، تعصب شدید دینی نویسنده و تأکید فوق‌العادهٔ وی بر تببین انگیزهٔ دینی و آیینی وقایع و حوادث جنگ‌های صلیبی؛ نظیر پیروزی و شکست و … و جانبداری و تعصب شدید وی نسبت به کلیسای کاتولیک غرب و دشمنی با کلیسای ارتدوکس بیزانس است.[۵۰][۵۱]
- وی با نگرشی تعصب‌آمیز به مسلمانان از آن‌ها با نام «کافر» یاد می‌کند در حالی که تقریباً تمامی منابع همزمان و بعد از این کتاب از لفظ «سارازن» استفاده می‌کنند.[۵۲]
- نویسنده گمنام حواشی این جنگ‌ها را هم نوشته است و اطلاعاتی از مسلمانان و مسیحیان ارائه می‌کند که بسیار قابل ملاحظه‌اند. توصیف خواب‌ها و رویاهای برخی کشیشان و تأثیر تعبیر آن خواب در روحیه سپاهیان صلیبی و امید به پیروزی در نبردها یکی از این موارد است. انجام مراسم و مناسک دینی از سوی صلیبیون در حین جنگ، از مطالب دیگری‌ست که وی آن‌ها را توصیف کرده است.[۵۳]
- صداقت وی در بیان مطالب و توصیف دقیق و کامل وضعیت و شرایط سپاه صلیبی در برهه‌های مختلف جنگ و موقعیت اردوگاه‌های طرفین نزاع، نحوه صف‌آرایی، تعداد پیاده‌نظام و سواره‌نظام، تاکتیک‌های نظامی هر دو طرف در مقابل یکدیگر، اقوام و نیروهای کمکی آن‌ها و … به گونه‌ای که صحنه نبردها کاملاً محسوس می‌شود، از ویژگی‌های دیگر اثر اوست.[۵۴]
- گشتا، از همان ابتدا انتشارش مرجع و الهام‌بخش مورخان صلیبی بعد از خود شد. به‌ویژه بر نظر و عقاید نویسندگان دهه‌های نخست قرن ۱۲ میلادی دربارهٔ جنگ صلیبی اول تأثیر عمیقی گذاشت. در واقع، مورخان متعددی با الگو قرار دادن و افزودن اطلاعاتی جدید به آن، نگارش آن کتاب را تجدید کرده و آثار جدیدی به نگارش درآوردند. از جمله این مورخان: اکهارد آئورایی، گیبرت نوژنتی، بالدریک دویلی، آلبرت آخنی، روبرت ریمسی، پیتر تودبد، هوگ آو فلئوری، هنری آو هانتینگدون و … هستند. فوشیه شارتری و ریمون آگیلی نیز در پاره‌ای موارد از این اثر استفاده کرده‌اند.[۵۵][۵۶]
- افزون بر این، نویسندگان رهبانی نسل بعد از جنگ صلیبی اول، به ارائه جنگ صلیبی به صورت یک ایدئولوژی منطقی و منسجم و دارای جایگاه مهم در تقدیر و مشیت الهی علاقه نشان داده بودند. از این رو، اثر این نویسنده ناشناس به خاطر تأکیدش بر زیارت، نقش و تأثیر بسیاری در پیدایش اندیشه جنگ‌های صلیبی داشته است.[۵۷]

## گشتا از نگاه متخصصان
به تعبیر استیون رانسیمان، نویسندهٔ کتاب گشتا، فردی متعصب، خوش‌باور، سربازی ساده‌لوح و از هواداران و ستایش‌گران پرشور بوهموند بوده و در حد فهم خود، جانب امانت را فرونمی‌گذاشته است. همچنین رانسیمان اشاره می‌کند که اثر وی خیلی زود در اورشلیم و فرانسه شناخته شد و نخستین بار در سال ۱۱۰۰ یا ۱۱۰۱، بعد از فتح اورشلیم، صلیبیون آن را منتشر و در دسترس مردم قرار دادند؛ از جمله اکهارد آئورایی (به لاتین: Ekkehard of Aura) که آن را در سال ۱۱۰۱ در اورشلیم مطالعه کرد. در واقع، دلیل عمدهٔ شهرت گزارش مؤلف ناشناس، کوشش‌های شخصی بوهموند، کنت نورماندی بود که آن را در سال‌های ۱۱۰۶–۱۱۰۷ که از شمال فرانسه عبور می‌کرد، به عنوان دلیل صداقت و حقانیت خویش همه‌جا به همراه داشت. یه سخن دیگر، این گزارش در فرانسه شمالی در حمایت از لشکرکشی صلیبی بوهموند علیه امپراتور بیزانس در سال‌های مزبور به تعداد زیادی منتشر شد. همچینی رانسیمان معتقد است که در سال‌های بعد از تألیف کتاب، بخش‌هایی به آن افزوده شده و آنچه امروزه موجود است، صورت نهایی کتاب است که نزدیک به ۲ دهه پس از تاریخ تألیف آن ارائه شده است.
زبان لاتین ساده و بی‌تکلف این نویسنده و روشنی و وضوح گزارش او که با استفادهٔ دائم او از صیغهٔ اول شخص جمع و عدم انعکاس آشکار وقایع، بهبود می‌یابد، سبب شده که روزالین هیل (به انگلیسی: Rosalind Hill)، ویراستار و مترجم کتاب از زبان لاتین به انگلیسی، از وی چهرهٔ یک شوالیهٔ ساده‌دل را به تصویر بکشد که داستان‌های ساده‌ای بازگو می‌کند. اما ارزیابی وی به خاطر وجود برخی قطعات ادبی و بسیار خیال‌پردازانه که در کتاب گشتا آمده، از نظر عبدالله طاهری ناصری، محقق تاریخ جنگ‌های صلیبی، قابل قبول نیست. از سوی دیگر، کولین موریس (به انگلیسی: Colin Morris) نیز چنین استدلال می‌کند که شیوه و سبک لاتین این مؤلف ناشناس چندان ضعیف نیست و آنچه او به شکل یک سنت ادبی حماسی نگاشته است، ریشه در ادبیات بومی و محاوره‌ای لاتین دارد. وی بر این باور است که بازتاب‌ها و عقاید مذهبی موجود در این اثر، بسیار بیشتر از انتظاری است که از این شخص می‌رود.

## واژه‌نامه
1. ↑  Heinrich Hagenmeyer
2. ↑  Gesta Francorum et aliorum Hierosolimitanorum
3. ↑  Curbaram
4. ↑  Reginensis latini 572
5. ↑  MS Reginensis latini 641
6. ↑  Biblioteca Nacional E.e. 103 (9783)

## یادداشت
1. ↑  نحوه خیانت فیروز ارمنی به ترکان و تسلیم شهر به بوهموند که در ۲ و ۳ ژوئن ۱۰۹۸ انجام شد
2. ↑  گرفتن شهرها و قلعه‌های مختلف، مقابله با ترکان و اعراب و برخی توافقات آن‌ها
3. ↑  طبق گفتهٔ کتاب گشتا، وی فرمانده سپاه سلطان ایران است که پس از دریافت نامهٔ درخواست کمک امیر انطاکیه، عازم شهر شد و پس از رسیدن شهر کنترل و فرماندهی شهر را به‌دست گرفت.